# Bernardin Godnič
Bernardin Godnič, slovenski rimskokatoliški duhovnik, * 20. maj 1914, Komen, † 15. april 1977, Vrtojba.

## Življenje in delo
Gimnazijo in dva letnika bogoslovja je končal v Gorici. V drugem letniku je postal disciplinski prefekt malega semenišča. Ker pa je dijake vzgajal v narodnem duhu, so ga fašistično usmerjeni predstojniki izključili iz bogoslovja. Po večkratnih prošnjah je bil ponovno sprejet, a ne v Gorici, temveč je moral v Bologno. Posvečen je bil 29. junija 1939. Najprej je bil do 1947 župnijski upravitelj v Gradnem, nato pa vse do smrti župnik v Vrtojbi. Tu je obnovil župnijsko cerkev in pridobil Toneta Kralja, da je cerkev poslikal. Godnič je bil prvi župnik na Primorskem, ki je postavil oltar obrnjen proti ljudstvu, da bi tako bogoslužje čim bolj približal vernikom. Kot dušni pastir se je zelo zanimal za mladino in katehezo. Ker ni bilo katekizmov, je z nekaterimi sobrati sestavil nove katekizme in jih razmnoževal na ciklostilu. Tako je pripravil: Krščanske resnice (1957), Zgodbe sv. pisma Stare zaveze (1958), Zakramenti (1959), Pravila krščanskega življenja (1960), Pogovori z Jezusom (1961) in še nekatere druge. Te katekizme je sestavljal v duhu časa za predšolsko in šolsko mladino. V tem okviru je nastala pobuda za ustanovitev škofijskega in kasneje tudi medškofijskega katehetskega sveta, ki sedaj vodi delo katehetov v Sloveniji.